# GE Consumer & Industrial
GE Consumer & Industrial (GECI) ist ein Bereich der US-amerikanischen General Electric Company, einem der umsatzstärksten Mischkonzern der Welt.

## Sparten
GE Consumer & Industrial umfasst folgende Sparten:
- GE Appliances – Haushaltsgeräte
- GE Lighting – Beleuchtungstechnik
- GE Power Protection – Stromtechnik

GE Home Electronics als Hersteller von Telefonen und Telefonanlagen, Fernsehern und Unterhaltungselektronik wurde im Jahre 1987 an Thomson Consumer Electronics verkauft.

## Unternehmensdaten
- Umsatz 2005: 14.092 Millionen US-Dollar
- Gewinn 2005: 871 Millionen US-Dollar[3]